# Valerianella godayana
Valerianella godayana är en kaprifolväxtart som beskrevs av R. Fanlo. Valerianella godayana ingår i släktet klynnen, och familjen kaprifolväxter. Inga underarter finns listade i Catalogue of Life.